# 快步麻蜥
快步麻蜥（学名：Eremias velox）为蜥蜴科麻蜥属的爬行动物。分布于哈萨克斯坦、伊朗、阿富汗、巴基斯坦、蒙古以及中国大陆的新疆、甘肃、内蒙古等地，多栖息于荒漠，如中国西部沙漠河戈壁地区以及开垦的农田附近。

## 亚种
- 快步麻蜥指名亚种（学名：Eremias velox velox），Pallas于1771年命名。分布于哈萨克斯坦、伊朗以及中国大陆的新疆等地。[2]
- 快步麻蜥东方亚种（学名：Eremias velox roborowskii），Bedriaga于1906年命名。在中国大陆，分布于新疆、甘肃、内蒙古等地。该物种的模式产地在甘肃敦煌、新疆。[3]

## 保护
本种于2023年被收录入《有重要生态、科学、社会价值的陆生野生动物名录》。